# ایستگاه متروی استوکول
ایستگاه متروی استوکول (انگلیسی: Stockwell tube station) یکی از ایستگاه‌های خط ویکتوریا و خط شمالی متروی لندن است.
این ایستگاه که در منطقه لمبت لندن قرار دارد، در سال ۱۸۹۰ میلادی تأسیس شده است.